# Didn't We Almost Have It All
"Didn't We Almost Have It All" é uma canção da cantora Whitney Houston, lançada como single em 13 de agosto de 1987 do álbum Whitney, do mesmo ano pela Arista Records. A faixa foi escrita por Michael Masser e Will Jennings, sendo produzida pelo primeiro. Originalmente, outra música era para ser lançado como o segundo single, "For the Love of You", mas gravadora Arista decidiu lançar "Didn't We Almost Have It All", porque todos os singles de Houston tiveram que ser originais neste momento de sua carreira.
O single foi número um na Billboard Hot 100 dos Estados Unidos, embora não houvesse um vídeo para a canção. Uma apresentação ao vivo da canção gravada durante a turnê Moment of Truth World Tour de Houston em 1987-1988 foi transmitida na MTV, VH1 e BET. O desempenho é de Saratoga Springs, Nova Iorque. Foi amplamente especulado que a canção é sobre o relacionamento de Houston com o então astro da NFL Randall Cunningham.
No Brasil, a canção integrou a trilha sonora internacional da novela "Mandala", de Dias Gomes, exibida pela Rede Globo entre 1987 e 1988. Na trama a canção era da personagem "Jocasta", interpretada por Vera Fischer.

## Desempenho nas tabelas musicais
| Parada musical (1987)                       | Melhor posição |
| ------------------------------------------- | -------------- |
| Austrália - ARIA Charts                     | 27             |
| Canadá (RPM 100 Singles)                    | 2              |
| Alemanha - (Media Control Charts)           | 20             |
| Irlanda - (IRMA)                            | 4              |
| Países Baixos - (Dutch Top 40)              | 17             |
| Nova Zelândia - (RIANZ)                     | 49             |
| Espanha - (AFYVE)                           | 12             |
| Suíça - (Schweizer Hitparade)               | 18             |
| Reino Unido -(UK Singles Chart)             | 14             |
| Estados Unidos - Billboard Hot 100          | 1              |
| Estados Unidos - Black Singles              | 2              |
| Estados Unidos - Adult Contemporary Singles | 1              |

### Paradas de fim de ano
| Tabela musical (1987)          | Posição |
| ------------------------------ | ------- |
| Canadian Singles Chart         | 44      |
| U.S Adult Contemporary Singles | 7       |
| U.S Black Singles              | 38      |
| U.S Pop Singles                | 22      |

### Precessões e sucessões
| Precedido por "I Just Can't Stop Loving You" by Michael Jackson and Siedah Garrett | Billboard Hot 100 number-one single September 26, 1987 - October 3, 1987          | Sucedido por "Here I Go Again" by Whitesnake |
| Precedido por "I Just Can't Stop Loving You" by Michael Jackson and Siedah Garrett | Billboard Adult Contemporary Chart number-one single September 19, 1987 (3 weeks) | Sucedido por "Little Lies" by Fleetwood Mac  |